# Isabelle de Charrière

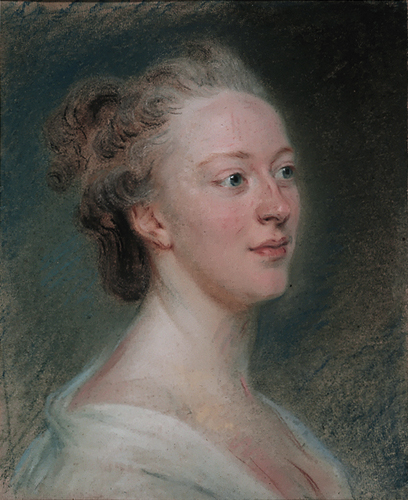
Isabelle de Charrière de Maurice-Quentin de La Tour 1766, Musée d'Art et d'Histoire (Geneva).

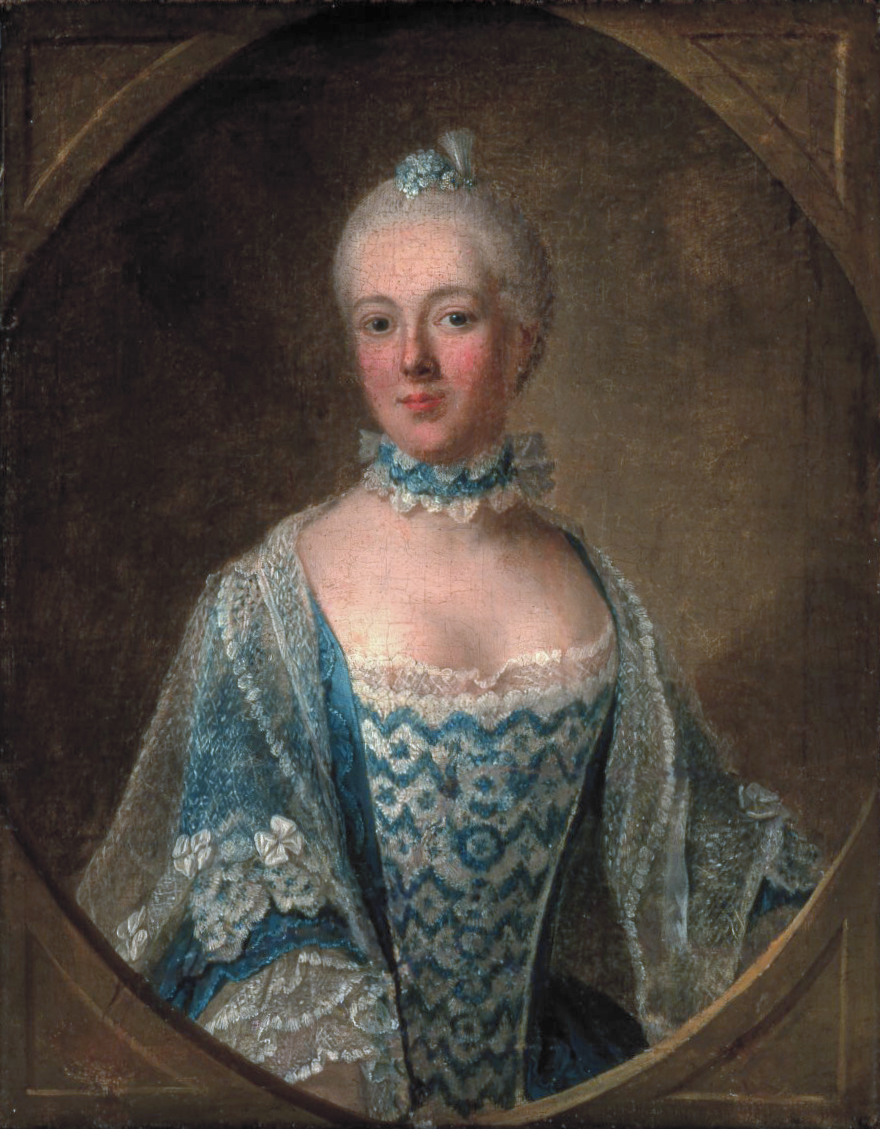
Belle de Zuylen by Guillaume de Spinny 1759 Zuylen Castle

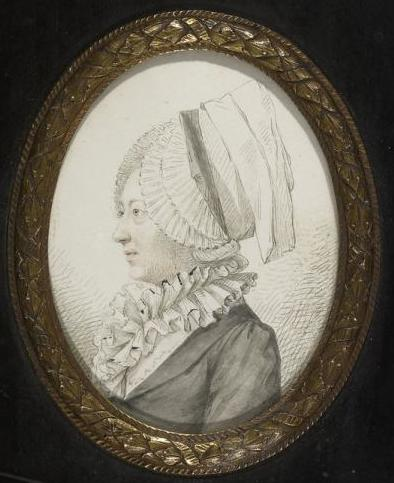
Pictură miniaturală Isabelle de Charrière 1781

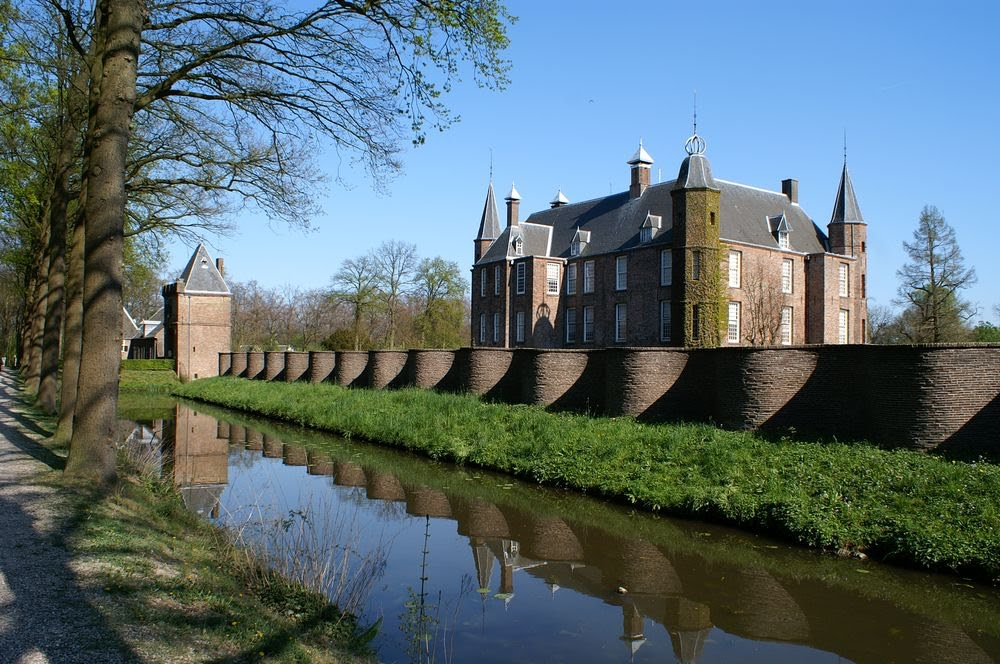
Zuylen Castle with zidul serpentină.

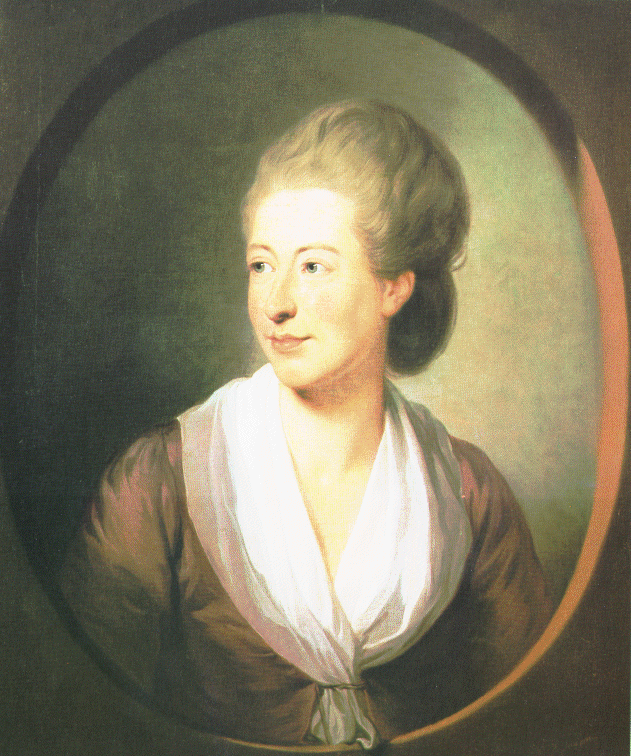
Isabelle de Charrière de Jens Juel (1777) Musée d'Art et d'Histoire (Neuchâtel).

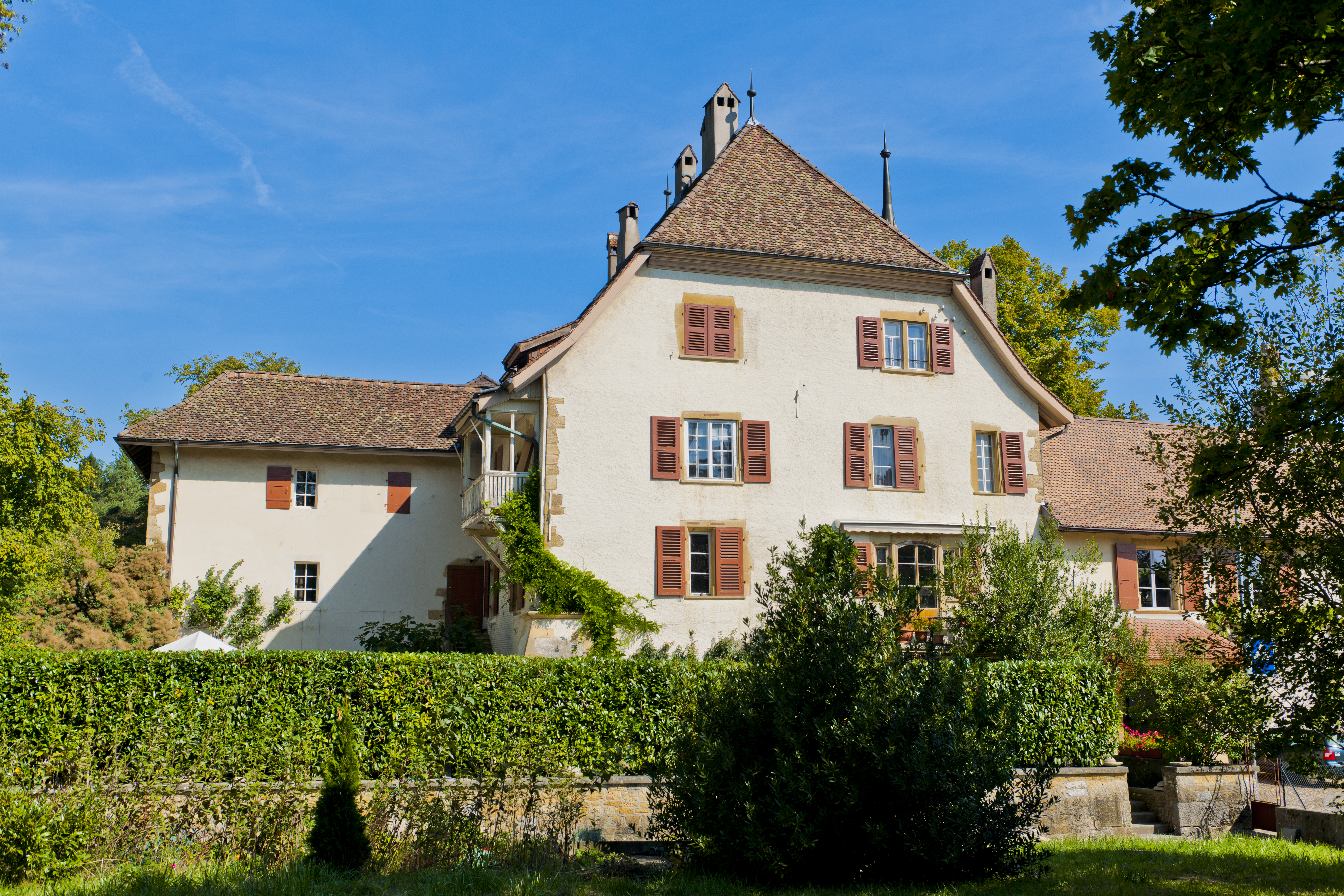
Le Pontet Colombier, Neuchâtel, Elveția.

Isabelle de Charrière, cunoscută Belle van Zuylen în Olanda, născută Isabella Agneta Elisabeth van Tuyll van Serooskerken, sau Madame Isabelle de Charrière în alte părți, (n. 20 octombrie 1740, Stichtse Vecht⁠(d), Utrecht, Țările de Jos – d. 27 decembrie 1805, Colombier⁠(d), cantonul Neuchâtel, Elveția) a fost o scriitoare olandeză a  Iluminismului care a trăit jumătate din viața sa în Colombier, Neuchâtel. Ea este faimoasă pentru scrisorile și romanele ei, deși ea a scris și pamflete, piese muzicale și piese de teatru. Ea a avut un interes deosebit pentru societatea și politica la vremea ei, iar munca ei în timpul Revoluției Franceze este privită ca fiind de un interes deosebit.

## Copilăria
Isabelle van Tuyll van Serooskerken a fost născută în castelul din Zuilen lângă Utrecht în Olanda, părinți fiind Diederik Jacob van Tuyll van Serooskerken (1707–1776), și Helena Jacoba de Vicq (1724–1768). Era cea mai mare dintre cei șapte copii. Părinții ei au fost descrisi de autorul scoțian James Boswell, pe atunci student în drept în Utrecht și unul dintre pretendenții ei, ca fiind "unul dintre cei mai vechi nobili din cele șapte provincii" și "o doamnă din Amsterdam, cu foarte mulți bani. " În timpul iernii, locuiau  în casa lor din orașul Utrecht.
În 1750, Isabelle a fost trimisă la Geneva și a călătorit prin  Elveția și Franța cu guvernatoarea ei de limbă franceză, Jeanne-Louise Prevost, care a fost profesoara ei din 1746-1753. După ce a vorbit numai în franceză timp de un an, a trebuit să revină la olandeză la întoarcerea acasă. Cu toate acestea, limba franceză rămâne limba preferată pentru restul vieții sale, ceea ce explică de ce, pentru mult timp, lucrarea ei nu era la fel de bine cunoscută în țara sa de naștere, cum ar fi fost de așteptat.
Isabelle s-a bucurat de o educație mult mai largă decât cea obișnuită pentru fete la acel moment. Datorită viziunilor liberale ale părinților ei, care au lăsat-o să studieze subiecte precum matematică, fizică și limbi străine precum latină, italiană, germană și engleză. Pe toate planurile, ea a fost un elev talentat. Întotdeauna interesată de muzică, în 1790 a început să studieze cu compozitorul Niccolò Zingarelli.
La vârsta de 14 ani, s-a îndrăgostit de contele polonez romano-catolic Peter Dönhoff. Nu era interesat de ea. Dezamăgită, a părăsit Utrecht timp de 18 luni.  Pe măsură ce devenea mai în vârstă, pe scenă au apărut diferiți protagoniști care urmau să fie respinși, deoarece ei promiseseră să o viziteze, dar nu o făceau pentru că era mult superioară așteptărilor. Ea a văzut căsătoria ca pe o cale de a obține libertatea, dar în același timp dorea să fie bazată pe dragoste.
Invitată special de Anne Pollexfen Drake și soțul ei  locotenent general George Eliott vină la casa lor din Londra în Curzon Street, Mayfair, Isabelle a călătorit cu barca de la Hellevoetsluis la Harwich pe 7 noiembrie 1766 însoțită de fratele ei Ditie, servitoarea Doortje și valetul Vitel.
În cele din urmă, în 1771 s-a căsătorit cu Charles-Emmanuel de Charrière de Penthaz (1735-1808), fostul tutore privat al fratelui său Willem René în străinătate, din 1763 până în 1766. Ulterior, ea era cunoscută sub numele de Isabelle de Charrière. Ei s-au stabilit la Le Pontet din Colombier (lângă Neuchâtel), proprietate aparținând bunicului ei Béat Louis de Muralt, cu socrul său François (1697-1780) și cu surorile sale necăsătorite Louise (1731-1810) și Henriette (1740-1814). Cuplul a petrecut, de asemenea, mult timp la Geneva și la Paris.

## Corespondență
Isabelle de Charrière a ținut o corespondență extinsă cu numeroși oameni, inclusiv cu intelectuali precum David-Louis Constant d'Hermenches, James Boswell, Benjamin Constant și traducătorul GermanLudwig Ferdinand Huber.
În 1760, Isabelle s-a întâlnit cu David-Louis Constant d'Hermenches (1722-1785), un ofițer elvețian căsătorit privit în societate ca Don Juan. După multă ezitare, nevoia de expresie a lui Isabelle și-a depășit scrupulele și, după o a doua întâlnire, doi ani mai târziu, a început o corespondență intimă și secretă cu el timp de 15 ani. Constant d'Hermenches urma să fie unul dintre cei mai importanți corespondenți ai săi..
Scriitorul scoțian James Boswell se întâlnea frecvent cu ea în Utrecht și în Castelul Zuylen în 1763-1764, când a studiat dreptul la Universitatea din Utrecht. O numea Zélide. A devenit corespondent regulat timp de mai mulți ani după ce a părăsit Țările de Jos, mergând in Grand Tour. El i-a scris că nu era îndrăgostit de ea. Ea a răspuns: "Suntem de acord, pentru că nu am talent pentru subordonare". În 1766, el a trimis o propunere condiționată tatălui ei după o întâlnire cu fratele său in Paris, dar părinții nu au fost de acord cu o căsătorie.
În 1786, Mme de Charrière s-a întâlnit cu nepotul lui Constant d'Hermenches, scriitorul Benjamin Constant, în Paris. A vizitat-o de mai multe ori în Colombier. Acolo ei au scris împreună un roman de epistole, și a început un schimb de scrisori care urma să dureze până la sfârșitul vieții. 
A avut de asemenea o corespondență interesantă cu traducătorul german Ludwig Ferdinand Huber.

## Lucrări
Isabelle de Charrière a scris romane, pamflete și piese de teatru, și a compus și  muzică. Perioada ei cea mai productivă a avut-o numai după ce a trăit în Colombier timp de mai mulți ani. Temele includea îndoielile sale religioase, nobilimea și educația femeilor.
Primul ei roman, Le Noble, a fost publicat în 1763. Era o satiră împotriva nobilimii și, deși a fost publicată anonim, identitatea ei a fost descoperită în curând și părinții ei au retras lucrarea de la vânzare. Apoi ea a scris un portret pentru prietenii ei: Portrait de Mll de Z., sous le nom de Zélide, fait par elle-même. 1762. În 1784 a publicat două romane: Lettres neuchâteloises și Lettres de Mistress Henley publiée par son amie. Ambele au fost epistole, o formă pe care ea a continuat să o favorizeze. În 1788, ea a publicat primele sale pamflete despre situația politică din Olanda, Franța și Elveția.
Ca admirator al filosofului  Jean-Jacques Rousseau, ea a asistat în publicarea postumă a operei sale, Confessions, în 1789. Ea și-a scris propriile sale broșuri despre Rousseau în aceeași perioadă.
Revoluția franceză  a provocat un număr de nobili să fugă la  Neuchâtel , iar domnișoara Charrière s-a împrietenit cu unii dintre ei. Dar a publicat, de asemenea, lucrări care critică atitudinea refugiaților aristocrați, majoritatea despre care se simțea că nu au învățat nimic din Revoluție.
A scris sau a încercat sa scrie versuri și muzică pentru mai multe opere muzicale, dar nimic nu a supraviețuit dincolo de fragmente. A trimis un libret de Les Phéniciennes lui Mozart, în speranța că o va lua în calcul, dar nu se știe răspunsul. Toate lucrările sale muzicale sunt incluse în volumul 10  Œuvres complètes; acestea includ șase minuete pentru string quartet, nouă piano sonatae, și zece minute și romanțe.

### Publicații critice ale textelor originale
- Œuvres complètes, Édition critique par J-D. Candaux, C.P. Courtney, P.H. Dubois, S. Dubois-de Bruyn, P. Thompson, J. Vercruysse, D.M. Wood. Amsterdam, G.A. van Oorschot, 1979–1984. Tomes 1-6, Correspondance; tome 7, Theatre; tomes 8-9, Romans, Contes et Nouvelles; tome 10, Essais, Vers, Musique. ISBN: 9789028205000
- Die wiedergefundene Handschrift: Victoire ou la vertu sans bruit. Hrsg. Magdalene Heuser. In: Editio. Internationales Jahrbuch für Editionswissenschaft. 11 (1997), p. 178–204.
- Early writings. New material from Dutch archives Arhivat în 3 martie 2016, la Wayback Machine.. Ed. Kees van Strien, Leuven, Éditions Peeters, 2005. VI-338 p. ISBN: 978-90-429-1646-3
- Correspondances et textes inédits. Ed. Guillemette Samson, J-D. Candaux, J. Vercruysse et D. Wood. Paris, Honoré Champion, 2006 423 p. ISBN: 978-2-7453-1310-2

### Traduceri
- Letters written from Lausanne. Translated from the French. Bath, printed by R. Cruttwell and sold by C. Dilly, Poultry, Londra, 1799. 2 vols. viii, 175 p. + 200 p.
- Four tales by Zélide. Translated [and abridged] by S[ybil]. M[arjorie]. S[cott-Cuffe] with an introduction by Geoffrey Scott. [The Nobleman, Mistress Henley, Letters from Lausanne, Letters from Lausanne-Caliste]. Londra, Constable, 1925. xxix, 263 p. Reprint by Books for Libraries Press, Freeport, New York, 1970. Reprint by Turtle Point Press,  Chappaqua, New York,  1997. 304 p. ISBN: 978-1-933527-41-3
- Letters from Mistress Henley published by her friend. Translation Philip Stewart and Jean Vaché.  Introduction, notes and bibliography by Joan Hinde Stewart & Philip Stuart. New York, The Modern Language Association of America, 1993. xxix, 42 p.
- Letters from Switzerland. [Letters from Neuchatel, Letters from Mistress Henley, Letters from Lausanne, Letters from Lausanne-Caliste]. Ed., translation and biography James Chesterman. Cambridge U.K., Carole Green Publishing, 2001. xii, 276 p. ISBN: 9781903479032
- Three women. A novel by the abbé de la Tour. Translation Emma Rooksby. New York, The Modern Language Association of America, 2007. xii, 176 p. ISBN: 9780873529419
- The Nobleman and Other Romances. [The Nobleman; Letters from Neuchâtel; Letters from Mistress Henley Published by Her Friend; Letters from Lausanne: Cécile; Eaglonette and Suggestina, or, On Pliancy; Émigré Letters; Fragments of Two Novels Written in English: A Correspondence, Letters from Peter and William; Constance's Story; Saint Anne], Translated, introduction and notes Caroline Warman. Cover ill. Joanna Walsh. New York, Penguin Classics, 2012. XXXIII, 439 p. ISBN: 978-0-14-310660-9
- Honorine d'Userche [a novella by Abbé de la Tour], translator  Caroline Omolesky, e-book, Messidor Press, 2013.

### Corespondență
- Boswell in Holland, including his correspondence with Belle de Zuylen (Zélide). Ed. Frederick Pottle. 428 p. Londra: William Heinemann, 1952.
- Letter of Isabelle de Charrière to James Boswell 27 March 1768. Published in The General Correspondence of James Boswell (1766–1769), ed. Richard Cole, Peter Baker, Edinburgh University Press, 1993, vol.2, p. 40-41.
- There are no letters like yours. The correspondence of Isabelle de Charrière and Constant d'Hermences. Translated, with an introduction and annotations by Janet Whatley and Malcolm Whatley. Lincoln NE, University of Nebraska Press, 2000. xxxv, 549 p.

## Miscelaneu
- The asteroid 9604 Bellevanzuylen was named in her honour in 1991 by Eric Walter Elst.[7]
- The film Belle van Zuylen - Madame de Charrière was directed by Digna Sinke in 1993.
- The Belle van Zuylen Chair of Utrecht University, Netherlands, was held by Cecil Courtney (1995), Monique Moser-Verrey (April 2005), Nicole Pellegrin-Postel (October 2005)
- The annual Belle van Zuylen Lecture, on themes relating to literature and society in general, is part of the International Literature Festival City2Cities in Utrecht, delivered by contemporary authors such as Hans Magnus Enzensberger (2006), Jeanette Winterson (2007), Azar Nafisi (2009) and Paul Auster (2012).